# ناتان نير
ناتان (نيتكا) نير (هارولد) (1935-18 يناير 2015) كان عميداً في الجيش الإسرائيلي وقائداً للواء 217 مدرع احتياطي خلال حرب أكتوبر.

## سيرته الذاتية
ولد نير ونشأ في وارسو. عند وقوع الهولوكوست، هربت عائلته إلى روسيا. وفي 1948 هاجر مع عائلته إلى إسرائيل.
عند تجنيده في الجيش الإسرائيلي في 1953، عُينّ في الكتيبة 82 التابعة للواء السابع من سلاح المدرعات. في 1959، كان عضواً في وفد إلى إنجلترا لدراسة دبابات سنتوريون. في أوائل الستينيات خدم كمدرب في دورة لقادة السرايا لثلاث دورات ثم شغل فيما بعد منصب نائب قائد الكتيبة 52 في اللواء الرابع عشر. واشترك في الوفد الذي سافر إلى ألمانيا الغربية لاستلام دبابات باتون المباعة للجيش الإسرائيلي عبر الناتو، ثم شغل منصب نائب قائد الكتيبة 79، حينها أنشئ فوج باتون داخل اللواء السابع. ثم عُينّ كبيراً للمعلمين في مدرسة المدرعات.
خلال حرب 67، حارب كقائد لكتيبة الدبابات 63 في اللواء 14، كجزء من الفرقة 38 تحت قيادة أرييل شارون. حارب نير على رأس كتيبته في معركة أم قطف (أبو عجيلة). حيث تحركت كتيبته كقوة دبابات مستقلة على «محور عمودي» في قلب الكثبان الرملية. احتلت القوة، التي ضمت حوالي 45 دبابة سينتوريون ووحدات فرعية أخرى من المشاة الميكانيكية ومضادات الدروع والهندسة، المجمع المحصن 181. في وقت لاحق من الحرب، أصيب نير جراء قصف مصري وأصيب بشلل في ساقيه. لكنه لم يستسلم واستعاد عافيته وعاد للخدمة في الجيش. خدم كمدرب في كلية القوات المسلحة للقيادة والأركان وعين قائداً للواء 217 برتبة عقيد.
قاد لوائه خلال معارك حرب أكتوبر، بما في ذلك كمين للواء 25 مدرع المصري. بعد الحرب ذهب للدراسة في كلية القيادة والأركان في الجيش الأمريكي. من 1975 إلى 1976، تولى قيادة المركز الوطني للتدريب الميداني، ثم شغل فيما بعد منصب رئيس أركان القيادة الشمالية. في وقت لاحق قاد الفرقة 340.
بعد تقاعده، ترشح لمنصب رئيس بلدية عسقلان في 1978 نيابة عن الليكود، لكنه حصل على أقل من 20٪ من الأصوات وفشل في الوصول إلى الجولة الثانية. في 1983 ترشح مرة أخرى لمنصب رئيس البلدية واعتبر البديل الرئيسي لرئيس البلدية الحالي إيلي ديان وفاز بأكثر من 28٪ من الأصوات لكن هذه النتيجة لم تكن كافية لهزيمة ديان.
من 14 يونيو 1980 إلى 12 نوفمبر 1984، شغل نير منصب رئيس جمعية المحاربين. وعمل مستشاراً لتطوير دبابة خفيفة للجيش البرازيلي وهو مشروع جرى إلغاؤه بعد انتهاء فترة الديكتاتورية العسكرية وأنشأ شركة في مجال تجارة الخزائن وصناديق الصلب وعمل في مكتب وحدة مراقب مؤسسة الدفاع.

## معرض الصور

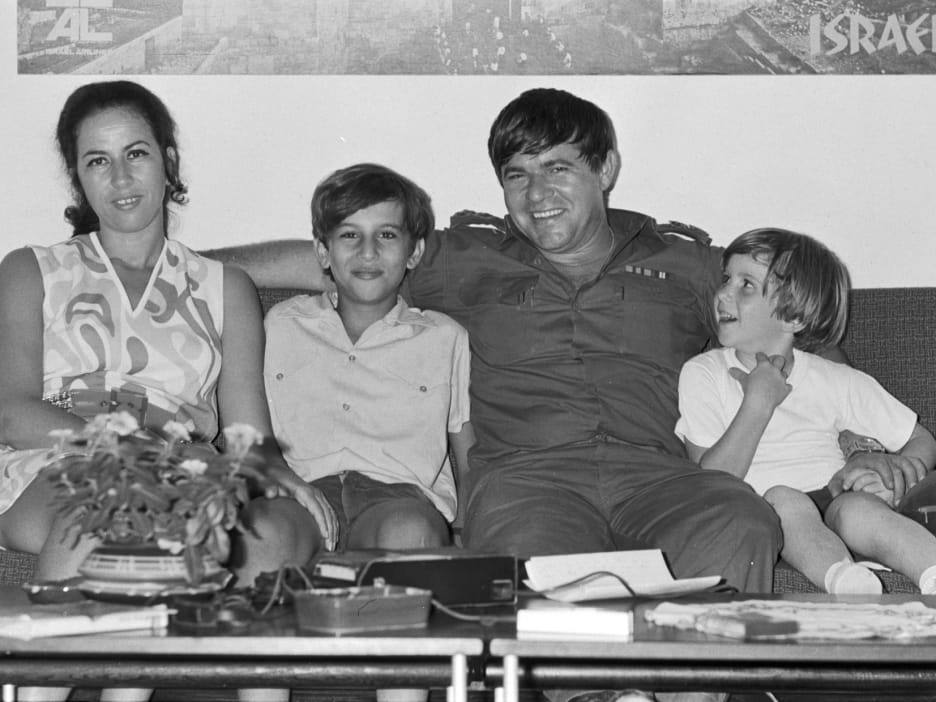
ناتان نير مع زوجته درورا وأبنائه، 1972
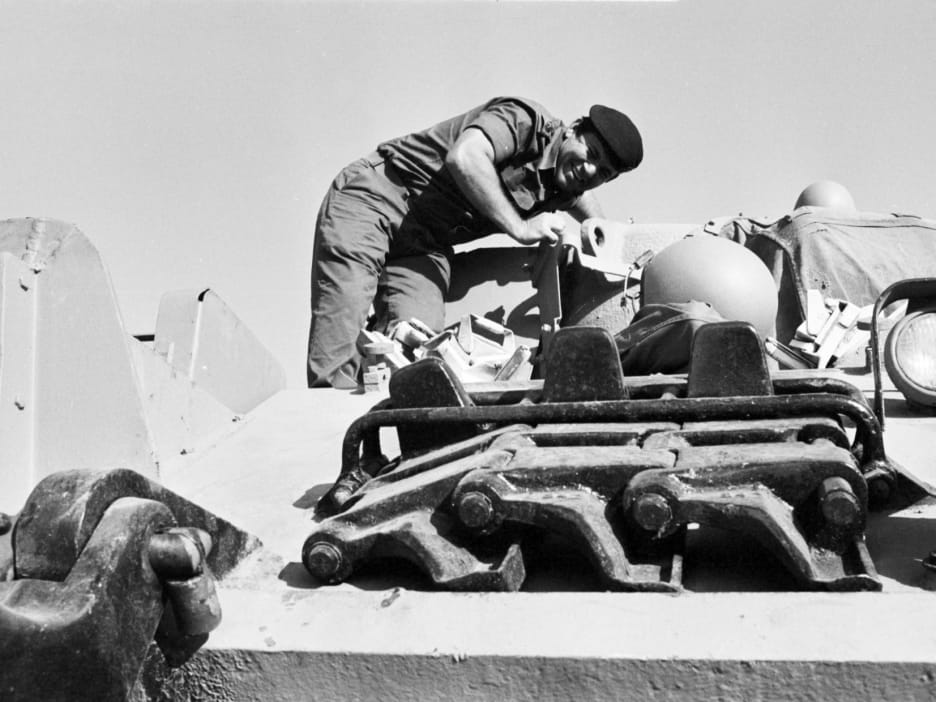
ناتان نير، 1972

## وصلات خارجية
- שאול נגר, "נתק'ה - הקצין הפצוע שחזר לשדה הקרב" - ערב השקת הספר ביד לשריון, באתר "יד לשריון", 24.06.2010.
- ספרו באתר הוצאת ידיעות ספרים
- נתק'ה ניר - הקצין הפצוע שחזר לשדה הקרב, סקירת ספרו באתר "יד לשריון".